# 打ち消し線

ラテン文字の「S」に取り消し線が引かれている。

打ち消し線（うちけしせん）もしくは取り消し線（とりけしせん）-は、文字の中央に横断する形で引く線である。横書きの場合は横線、縦書きの場合は縦線が引かれる。おもに該当の記述を削除する目的で使用される。-
ただし、打ち消し線自体は視覚上および記録上「削除」するわけではなく、打ち消し線をかけられた内容自体は線越しに読み取ることができる。このため、値札などで旧価格に打ち消し線をかぶせて割引などを実施した価格と併記して、アンカリング効果を狙う用法もみられる。

## 概要
文字を打ち消すのに用いられる。日本語の場合は文字の中央を横断する形で使用する。
通常の線だけでなく、二重線・三重線・波線・交差させた二本一組の線（打ち消す部分に×印を被せたような格好となる）なども用いられる。
```
打ち消される文字
```

英語の打ち消し線については、en:Strikethrough#Computer_representationsを参照。